# أنوفيلة غامبية
بعوضة الأنوفيلس الغامبية أو الأنوفيلة الغامبية (بالإنجليزية: Anopheles gambiae)‏ هي مجمع أنواع يتكون على الأقل من 7 أنواع من البعوضيات لا يمكن التمييز بينها من ناحية التشكل وتنتمي لجنس الأنوفيلة. اكتشف هذا المجمع أول مرة في ستينيات القرن العشرين في منطقة أفريقيا جنوب الصحراء وتبرز أهميتها كونها ناقلة لمرض الملاريا، وبالتحديد ناقلة لواحد من اخر طفيليات الملاريا وهي المتصورة المنجلية.
وتعد الأنوفيلة الغامبية من أكفأ نواقل الملاريا المعروفة.

## الاكتشاف والأنواع
لوحظ مجمع أنواع الأنوفيلة الغامبية في ستينيات القرن العشرين. ولحد عام 2011، تم التعرف على 7 أنواع من الأنوفيلة الغامبية، وهي:
- بعوضة الأنوفيلس العربية  [لغات أخرى]‏
- Anopheles bwambae
- Anopheles melas
- Anopheles merus
- Anopheles quadriannulatus[3]
- Anopheles gambiae (بشكل محدود)[4]